# Пещера истоков Ангитиса
Пещера истоков Ангитиса (греч. Σπήλαιο πηγών Αγγίτη) — расположена в Восточной Македонии, Греция, в 25 км к западу от города Драма.
Пещера принадлежит пещерной системе ущелья реки Ангитис, вместе с ещё 4 известными пещерами, среди которых и известная Пещера Алистратис.
По утверждению греческих источников и туристических проспектов, Пещера Ангитиса является самой большой (длина 21 км) речной пещерой в мире, указывая, что следующие за ней 2 речные пещеры в Перу и Франции (недалеко от Марселя) не превышают в длину 12 км.

## Ранние упоминания

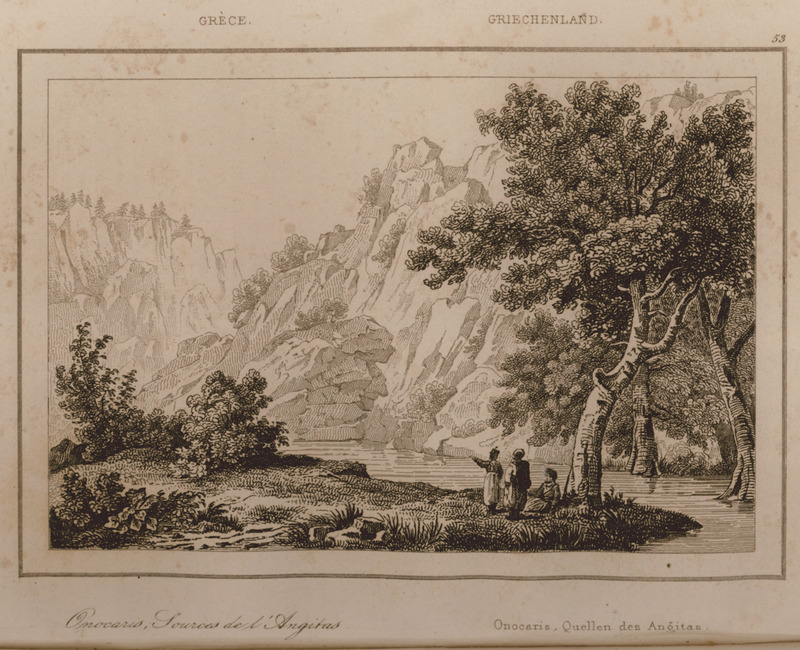
Гравюра пещеры Ангитис, Пуквиль, Франсуа, 1835 г.

Очень маленькая часть пещеры, на выходе реки, была известна с древности.
В османский период пещера, а точнее выход реки из неё, именовался Маара (тур.  mağara  — пещера). Имеются также предположения, что название Маара имеет арабскую или еврейскую этимологию.
В XVIII веке пещеру посетил французский консул Еспри-Мари Кузинери. В начале XIX века пещеру посетил французский дипломат и путешественник Франсуа Пуквиль.
Кузинери оставил описание первого зала, размерами в 35 x 50 x 15 метров.
Он отметил карстовую воронку, размером в 8 x 12 метров. Cousinery назвал первый зал «Залом нимф», предполагая, что это место не могло не быть местом поклонения божествам вод.

## Исследование пещеры и находки
Интенсивные исследования греческих и французских спелеологов и археологов начались после Второй мировой войны. В ходе раскопок, произведённых в 1992 году греческими службами палеонтропологии и спелеологии, были найдены каменные инструменты и кости животных.
Недалеко от входа в пещеру были обнаружены кости носорога и гиппопотама, зубы тигра, кости ступни лошади в 64 см (аналогичный размер известных нам лошадей достигает 32 см) и бивень мамонта. Всё это было увезено в Афины, для оценки и консервации, до постройки музея непосредственно при пещере.
В первом зале были обнаружены следы стоянок человека периода Неолита.
Черепки и человеческие кости свидетельствуют также о том, что пещера использовалась людьми в конце второго — начале первого тысячелетий до н. э., а также в византийский и пост-византийский периоды.
Однако трудный доступ в пещеру, падение скал и тот факт, что с первым дождём вода становится мутной, были теми факторами, которые ограничивали присутствие человека в пещере. На сегодняшний день из 21 км пещеры исследованы только 2650 метров.
На всём протяжении речной пещеры имеются залы с сталактитами и сталагмитами, озёра и острова. Самый большой из известных залов был обнаружен в 1978 году греческими и французскими спелеологами. Зал расположен на высоте 1100 метров, его ширина достигает 65, а высота 45 метров. Самый большой сталактит имеет высоту 24 метра, а сталагмит 12 метров.

## Фауна пещеры

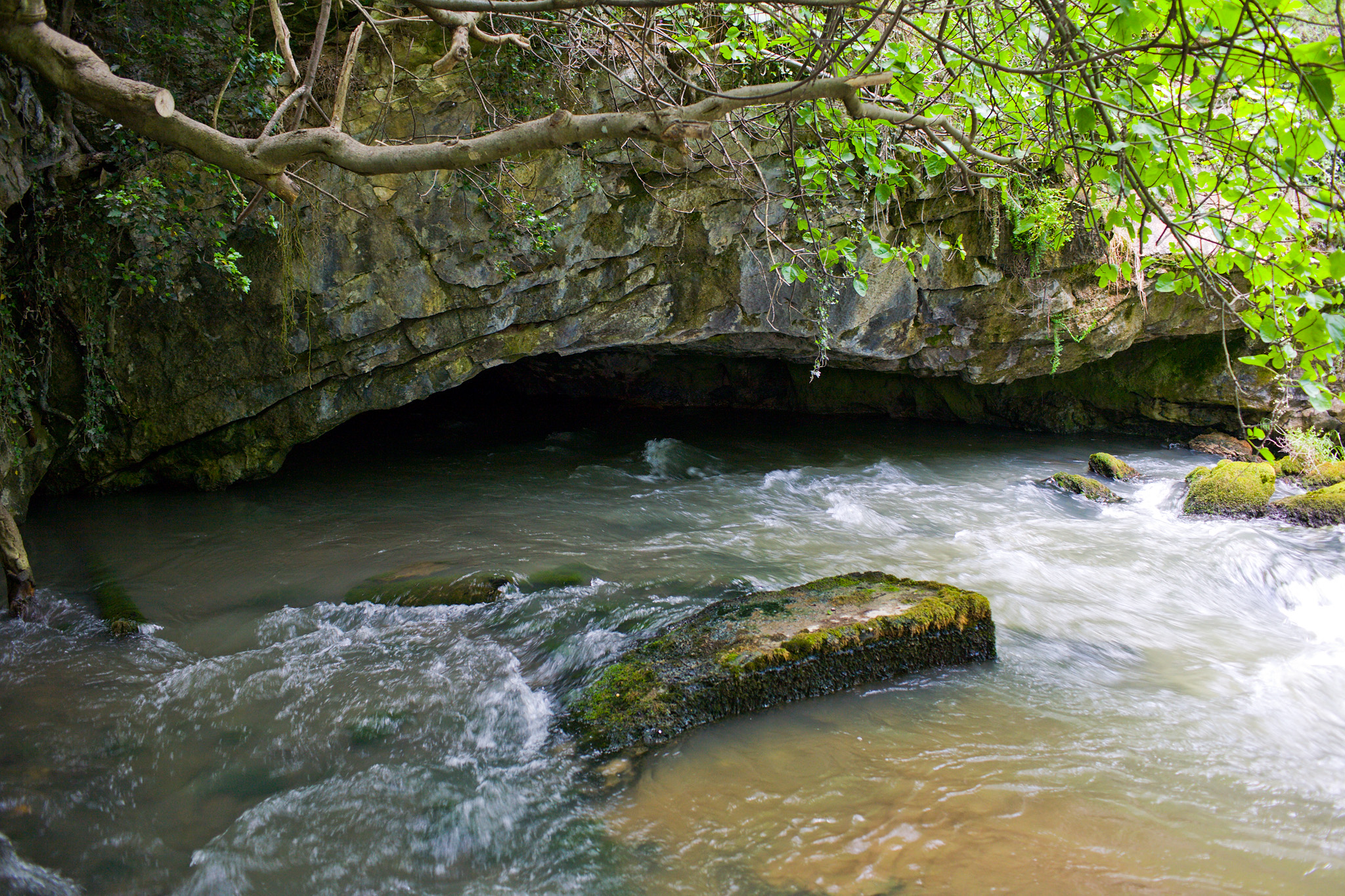
Пещера Ангитис — исток реки Ангитис

Обнаружены 5 видов летучих мышей, из которых 2 вида не встречаются нигде в Европе. В реке имеются рыбы длиной до 15 см, абсолютно прозрачные. Американские ихтиологи взяли несколько образцов этих рыб для Аквариума в Майми. В пещере, на больших глубинах, были также обнаружены уникальные виды рыб, такие как «бриана» (пещерный подвид Обыкновенного усача) и «тилинари», а также уникальный вид полупрозрачного рака.
Рак размерами всего в несколько см почти прозрачен, только на клешнях имеет голубой оттенок и резко отличается от раков в реке Ангитис вне пещеры.
Рак вызывает интерес специалистов, которые пытаются выяснить если это новый вид рака и, следовательно, следует «крестить» его новым именем и записать в новые виды водной фауны.
Для этого следует найти достаточное число особей и провести анализ ДНК. Однако после 7 лет исследований найдено только 3 особи этого рака. Специалисты полны оптимизма, поскольку исследование пещеры находится в начальной стадии.

## Открытие пещеры для посетителей
Центральный совет Афинского археологического общества долгое время не давал разрешения на открытие пещеры для посетителей.
Разрешение, при соблюдении ряда предпосылок, было дано в сентябре 1995 года. После производства ряда необходимых работ, доступ в пещеру для посетителей был открыт в 2001 году. Для посетителя доступны первые 500 метров. Пещера находится недалеко от македонских городов Драма, Кавала, Серре и, сравнительно недалеко, от македонской столицы, города Фессалоники.